# Withering to death.
『Withering to death.』（ウィザリング・トゥ・デス）は、日本のバンドDIR EN GREYのメジャー5作目のアルバム。

## 概要
- 日本版『ローリング・ストーン』誌が2007年に選定した「日本のロック名盤100」では34位にランクインしている。[2]これは、2000年代に発売されたアルバムの中では最高位である。
- 初回盤のみ特殊パッケージ仕様。
- 今作のキーワードともいえる「Wither」という言葉は、京がアルバム全体のイメージを感じたときに、「枯れる」というイメージを強く感じたことから来ており、そこから今作のタイトルになった。[3]
- 発売前の制作時のインタビューでは、「気持ち的にはフラットになって、やりたいことをやりたいようにやっている」という心境を語っている。また今作のイメージを問われた際、Toshiyaは、「『VULGAR』が一つの太い筆で殴り書きしたような感じだとすると、このアルバムは一つ一つの点が集まって一つの絵を作り出している感じ」とも語っている。[4]
- 前作『VULGAR』と比べてメロディアスさが強くなっており、幾つもの音を重ねて音に厚みを持たせていた『VULGAR』に対して、シャープな音作りが意識され、聴きやすく構成されており、その楽曲のバランスの良さや、間口を広く感じさせることからも、海外でポイントになっている曲も多いと語っている。[5]
- このアルバム制作期間中にはライブ日程が組み込まれ、レコーディングが終了していないにもかかわらず、敢えて数曲披露するといった実験的なことも行なわれていた。中には歌詞やメロディー、曲のタイトルさえも確定していないまま披露した曲も存在する。この試みは功を奏したようで、タイトルは変わらないが、フレーズなどが変化したり、アルバムのバランス的な面で最終レコーディングでは煮詰めることができて良かったと語っている。このあたりの経緯は、このライブツアーに密着したドキュメント本『THE MANIPULATED LIFE』などで知ることが出来る。
- このアルバムが発売される前には、京の詩集『前略、お元気ですか。最果ての地より名も無き君に愛をこめて...』が発売されている。ほぼ同時進行で進めていたこの詩集の中には、今作に収録された楽曲の詞に近似したものもある。詩集を作っていったことも今作においては作用した場面があったと語っている。[3]
- ボーカルのクレジットはVoiceに変更された。
- 薫とDieによれば、これまでの自分達のギターの役割分担が曲によっては自然と逆転しているものもあると語っており、[3]またShinyaは前述のライブツアーの中で、課題であった「出音を大きくする為の方法」として、力を入れるのではなく、重力を利用して叩くというドラミングのこれまでのスタイルを覆すような考え方に出会うことで、スタイルの転換期ともいえる最初の作品にもなっているとのこと。[6]
- 翌2006年5月16日には全米で発売され、バンドの海外進出への一歩となった。米国版のみDVD付の2枚組仕様。米国版のDVDの内容は、「Merciless Cult」、「THE FINAL」、「Machiavellism」、「朔-saku-」（無修正）のPVと、過去のライブ映像のダイジェスト版（主にTOUR04 THE CODE OF VULGAR[ism]のもの。およそ10分）である。
- このアルバムを引っ下げて、約一年半にわたるツアー「It withers and withers」が行なわれた。ホールツアーとスタンディングのライブハウスツアー、初のヨーロッパ公演も敢行している。その後の「TOUR06 INWARD SCREAM」では後の『THE MARROW OF A BONE』の楽曲も組み込まれ、最終的にはアメリカでの初のヘッドラインツアー「TOUR07 INWARD SCREAM」へと展開された。このアメリカツアーの模様は、音楽番組『音遊人』で放送されている。

## 収録曲
(シングル曲は全てAlbum Mix）
| 全作詞: 京、全作曲・編曲: Dir en grey。 |                                  |       |             |      |
| #                                       | タイトル                         | 作詞  | 作曲・編曲  | 時間 |
| 1.                                      | 「Merciless Cult」               | 京    | Dir en grey | 2:54 |
| 2.                                      | 「C」                            | 京    | Dir en grey | 3:28 |
| 3.                                      | 「朔-saku-」                     | 京    | Dir en grey | 2:55 |
| 4.                                      | 「孤独に死す、故に孤独。」       | 京    | Dir en grey | 3:24 |
| 5.                                      | 「愛しさは腐敗につき」           | 京    | Dir en grey | 4:13 |
| 6.                                      | 「Jesus Christ R'n R」           | 京    | Dir en grey | 3:59 |
| 7.                                      | 「GARBAGE」                      | 京    | Dir en grey | 2:48 |
| 8.                                      | 「Machiavellism」                | 京    | Dir en grey | 3:14 |
| 9.                                      | 「dead tree」                    | 京    | Dir en grey | 4:49 |
| 10.                                     | 「THE FINAL」                    | 京    | Dir en grey | 4:11 |
| 11.                                     | 「Beautiful Dirt」               | 京    | Dir en grey | 2:31 |
| 12.                                     | 「Spilled Milk」                 | 京    | Dir en grey | 3:42 |
| 13.                                     | 「悲劇は目蓋を下ろした優しき鬱」 | 京    | Dir en grey | 5:07 |
| 14.                                     | 「鼓動」                         | 京    | Dir en grey | 3:39 |
| 合計時間:                               | 合計時間:                        | 50:54 |             |      |

### 曲解説
1. Merciless Cult
当初はオープニングに相応しい曲が見つからず、別の曲から始めるという案もあったが、この曲を1曲目に相応しいように、ということで改めてアレンジした結果この完成形になった。薫曰く「これでこのアルバムはもらったようなもんだ」と確信したらしい。[7]
2. C
「C」という言葉は京曰く「誰にでも分かる意味の言葉」であり、詞は「敢えて熱いな、クサいなっていうものを書きたかった」と述べている。当初はギターソロパートも考えられていた。[8]
3. 朔-saku-
17thシングル。アルバム用に楽器は再録されている。「Merciless Cult」〜「C」〜「朔-saku-」までは曲間を空けずに一気に畳み掛けるように構成されている。
4. 孤独に死す、故に孤独。
5. 愛しさは腐敗につき
曲自体は2004年秋に行われた「THE MANIPULATED LIFE」にて初披露されており、その時点ではまだ歌詞は完成されていなかった。[8]
6. Jesus Christ R'n R
「朔-saku-」発売後に行われたツアー「TOUR04 KEEN UNDER THE SUN」でいち早く披露されていた曲のひとつ。ファンクのような序盤から曲構成が様々に変化していく。ツアーを経て曲のフレーズや雰囲気も変化していき現在の形になった。前述の京の詩集には、この歌詞の原型らしきものが存在する。
7. GARBAGE
こちらも「TOUR04 KEEN UNDER THE SUN」でいち早く披露された曲である。京の詩集にも内容が近似した詩が存在する。
8. Machiavellism
「朔-saku-」のリードナンバー。アルバム用では楽器の再録がされている。
9. dead tree
不協和音を取り入れた序盤から激しく三拍子の音に連なっていく構成になっている。その曲調、世界観から、「このアルバムの核的存在」として後にPVが制作された。この映像はファンクラブ限定DVD『It withers and withers -Bootlegged-』で見ることが出来る。セピアの映像が広がる、戦争をテーマにした作品になっている。
10. THE FINAL
16thシングル。こちらもアルバム用に楽器の再録がされている。
11. Beautiful Dirt
京によれば、詞の一節ごとにその矛先となるべき標的が違っており、多数に向けて書かれた歌詞であるとのこと。そのためレコーディングでも一節ずつ録音していったという経緯がある。この曲も「THE MANIPULATED LIFE」で披露された。
12. Spilled Milk
13. 悲劇は目蓋を下ろした優しき鬱
詞は京があるファンとのエピソードを元に書き下ろしたものであり、レクイエムにもなっている。[9]本作唯一のスロー・バラードタイプの楽曲であり、アコースティック・ギターが全体に渡ってフィーチャーされている。メンバー曰く、本作の中では「谷」であり「頂」を演出している。
14. 鼓動
打ち込みのシンセサイザーから始まるナンバー。「THE MANIPULATED LIFE」初日一曲目に演奏された曲でもある。PVが「朔-saku-」と連動しており、朔のPVの後日談であることがほのめかされている。